# De Labourdets
De Labourdets is een Franse stripreeks van Francine Graton (scenario) en Jean Graton (tekeningen).
De strip verscheen in 1965 voor het eerst in het Franse damesweekblad Chez Nous. 
In totaal zijn er van deze strip negen delen verschenen. Recent werden negen albums heruitgegeven door de "Edtions Graton" in de reeks "Onuitgegeven Toppers", waarin oud werk van Jean Graton gepubliceerd wordt.

## Lijst van albums
- De Labourdets # 1 Jij... noch hij! (2001 - Onuitgegeven toppers 2)
- De Labourdets # 2 De rivale (2002 - Onuitgegeven toppers 4)
- De Labourdets # 3 De waarheid komt uit de woestijn (2003 - Onuitgegeven toppers 7)
- De Labourdets # 4 De cruise van het serpent (2004 - Onuitgegeven toppers 8)
- De Labourdets # 5 De misstap (2005 - Onuitgegeven toppers 10)
- De Labourdets # 6 Gevaarlijke spelletjes (2006 - Onuitgegeven toppers 13)
- De Labourdets # 7 De Buurman  (2007 - Onuitgegeven toppers 14)
- De Labourdets # 8 Bompa gaat op reis  (2007 - Onuitgegeven toppers 15)
- De Labourdets # 9 Spanning in Noirmoutier (2008 - Onuitgegeven toppers 16)